# Agrianome
Agrianome (in greco antico: ?) è un personaggio della mitologia greca.

## Genealogia
Figlia di Perseon, sposò Odoidoco e dalla loro unione nacque Oileo.

## Mitologia
Visse a Naricea, città dove nacque anche il nipote Aiace Oileo.
Quando Giasone inviò gli araldi in tutta la Grecia alla ricerca di eroi disposti a partire per il recupero del vello d'oro, suo figlio Oileo rispose alla richiesta e partecipò alla spedizione degli Argonauti.